# Драгонада
Драгонада је представљала поступак присилног превођења протестаната у католичку веру за време Луја XIV.
Овај термин се уопште користи да означи сваку одлуку владе која се извршава употребом војне силе.